# Campoplex bicolor
Campoplex bicolor là một loài tò vò trong họ Ichneumonidae.